# Каган
Каган или хаган (Qaɣan, xaɣan, haqan) е върховна титла на владетелите от Pax Nomadica, засвидетелстван първо при древните сиенбейци и жоужани, а впоследствие и при тюрки, монголи, хазари, авари, тюргеши, както и руси. В Средновековна България се споменава по отношение на Борис I единствено в апокрифната литература (Тъпкова-Заимова 1996, Дуклянския летопис и „Тълкувание Данилово“), също и под формите „гаган“ за Петър Делян („Из Българската апокрифна летопис, средата на ХI век“, превод на Ив. Дуйчев) и „хаган“ за един от велможите на Симеон I (в Хрониката на Скилица-Кедрин). Титлата е възприета от монголите под формата qan, откъдето се употребява в съвременната историография във вида „хан“.

## Произход на титлата
Титлата има вероятно китайски произход (кит. ke-han „велик владетел“). При Махмуд от Кашгар (XI век) значението ѝ е предадено като „хан на хановете“, т.е. съответства на „император“. Подобно значение му придава и ал-Хорезми (края на VIII – средата на IX век) – „вожд на вождовете“ (ра’ис ар-руаса), като и едновременно с това превежда „хакан“ като „велик цар на тюрките“ (малик турк ал-азам). Аналогични са титлите на персийския šahin-šah „шахиншах, цар на царете“, на етиопския монарх negus „цар на царете“ и rajati rajaja „цар на царете“ в индийската титулатура на кушанските владетели.